# Début semi-ouvert
Cet article utilise la notation algébrique pour décrire des coups du jeu d'échecs.

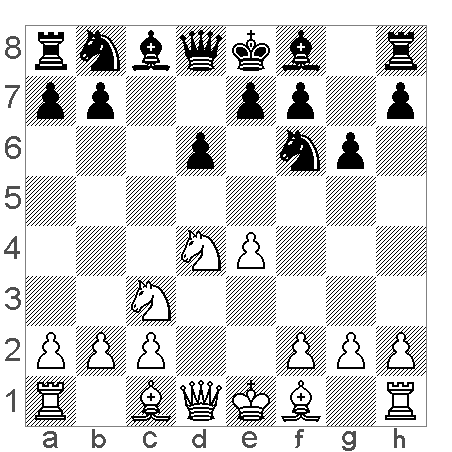
Dans la défense sicilienne, les Noirs jouent d6, Cf6, g6, Fg7 : structure Dragon typique, l'une des ouvertures les plus ambitieuses et agressives contre 1. e4.

Aux échecs, un début semi-ouvert voire un jeu semi-ouvert ou une partie semi-ouverte découle d'une ouverture où les noirs ne répondent pas par le symétrique 1…e5 à l'ouverture du pion roi jouée par les blancs (1. e2-e4). À l'occupation immédiate du centre prônée par les blancs, les noirs répliquent :
- soit par un coup de pion (1… c5, 1… c6, 1… e6, 1… d5, 1… d6 …) ;
- soit par le contrôle à distance du centre par un cavalier (défense Alekhine 1…Cf6 ou défense Nimzowitsch 1…Cc6).

À la différence des débuts ouverts où les noirs répliquent par le symétrique 1…e5 à l'ouverture du pion roi 1. e4, les débuts semi-ouverts engendrent très peu de transpositions. 
Les débuts semi-ouverts sont surtout devenus populaires à partir du XXe siècle, alors qu'ils n'occupaient que 30 pages de l'ouvrage allemand de référence de 1918, le Handbuch des Schachspiels, contre plus de 650 pages dans le même ouvrage pour les débuts ouverts. Une raison de la popularité croissante des débuts semi-ouverts tient au fait que « ce sont des ouvertures amenant généralement des positions stratégiques compliquées ». La tactique est moins prégnante dans les premiers coups que pour les débuts ouverts, et la fragilité du pion f7 n'est plus une épée de Damoclès pour les noirs.
Les codes ECO associés aux débuts semi-ouverts vont de B00 à C19.

## Historique
- La défense scandinave (1. e4 d5) figurait dans la première partie d'échecs répertoriée  avec les règles modernes (« la Dame enragée »), avant l'an 1500[2].
- La défense sicilienne (1. e4 c5) était déjà pratiquée par Gioachino Greco dit Le Calabrais (il était né en Calabre vers 1600).
- La défense Alekhine (1. e4 Cf6) fut popularisée, mais non inventée, par le Champion du monde Alexandre Alekhine; elle figurait déjà dans un célèbre traité sur les ouvertures écrit par Johann Allgaier (1763-1823)[2].
- La défense française (1. e4 e6) a été jouée pour la première fois en compétition (sous la forme d'échecs par correspondance) par des joueurs français dans la première moitié du XIXe siècle[3].
- La défense Caro-Kann (1. e4 c6) fut popularisée par les joueurs dont elle prit le nom : Horatio Caro (1862-1920) et Marcus Kann (1820-1886)[4].
- La défense Nimzowitsch (1. e4 Cc6) doit son nom à Aaron Nimzowitsch (1886-1935).
- La défense Pirc (1. e4 d6 2. d4 Cf6 3. Cc3 g6) est nommée ainsi d'après le Yougoslave Vasja Pirc (1907-1980). Les Russes l'appellent Défense Oufimtsev, du nom de l'un des leurs[5].
- La défense tchèque (1. e4 d6 2. d4 Cf6 3. Cc3 c6) doit son nom aux joueurs tchécoslovaques qui la popularisèrent dans les années 1970 et 1980 (notamment Josef Přibyl)[6].